# JOC Ieper
Het JOC is een jeugdontmoetingscentrum gelegen in de Fochlaan 3 te Ieper. Het hangt samen aan het gebouw van cultuurcentrum Het Perron.

## Geschiedenis
In 1973 werd het JOC opgericht in de kelder van het Vleeshuis, nadat in 1967 al voor het eerst op een officiële gelegenheid de wens geformuleerd werd om een clubhuis op te richten voor de Ieperse jeugd.

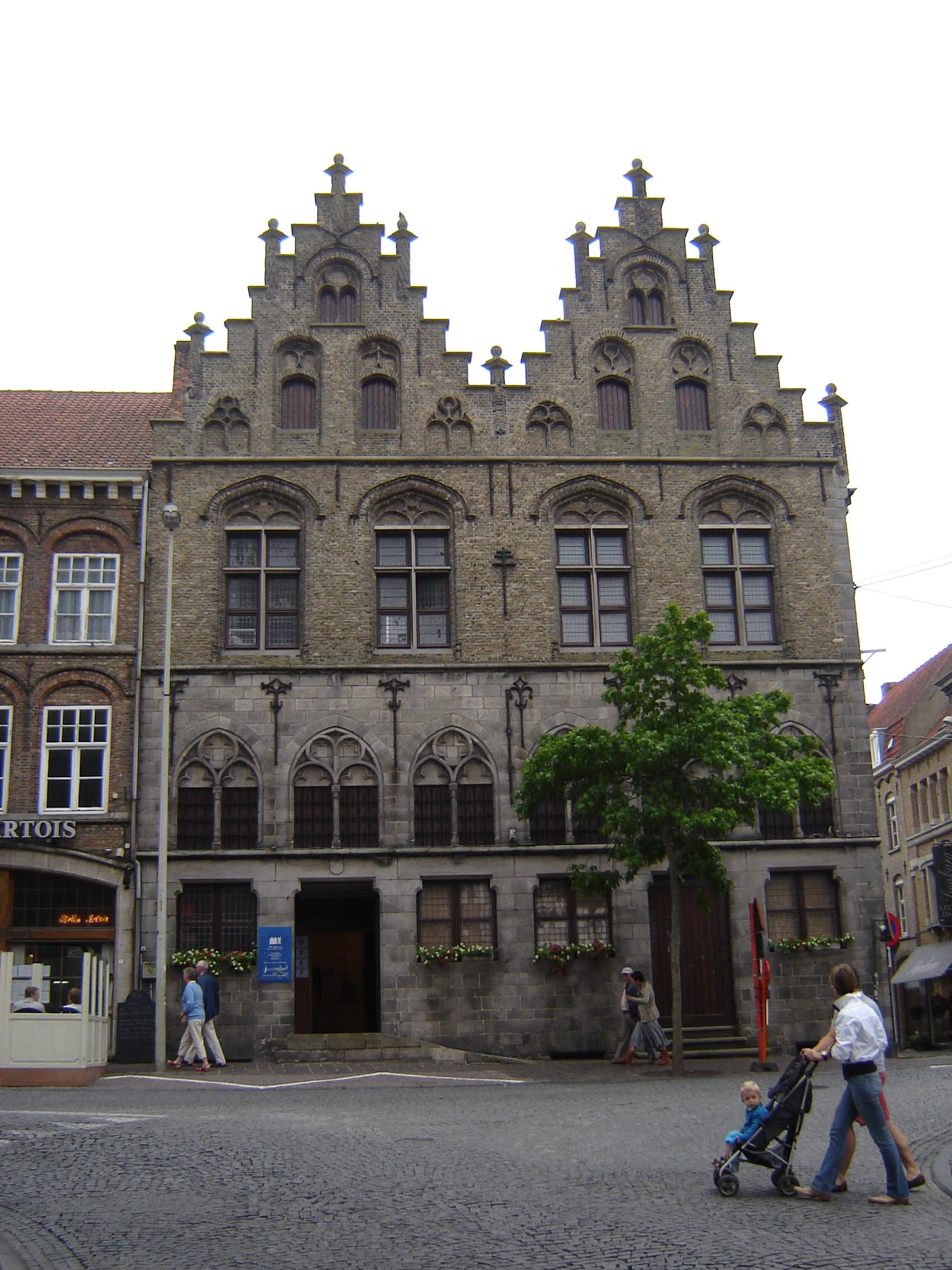
Vleeshuis Ieper

In maart 2011 verhuisde het jeugdontmoetingscentrum naar het complex van CC Het Perron.

## Werking[2]

### Permanent verantwoordelijken
Het jeugdhuis beschikt over 2 vaste werkkrachten (permanent verantwoordelijke). Deze zijn de beroepskracht van het jeugdhuis en de projectmedewerker van A New Breeze en Hypnoiz. Zij zetten zich in om alles in goede banen te leiden en zijn tevens ook een aanspreekpunt voor externen. 

### Het jongerenbestuur
Het jongerenbestuur is een groep vrijwilligers die zich actief inzet voor het jeugdhuis. Zij staan in voor het bedenken en organiseren van activiteiten en houden het café open. Ze komen eenmaal per maand samen om de voorbije periode te evalueren en komende activiteiten in te plannen. 

### Kerngroep
Naast het jongerenbestuur is er nog een beperkte groep vrijwilligers die zich extra inzetten in de kerngroep. Deze groep komt ook maandelijks samen om verder na te denken over de werking, beleid, afspraken en toekomstvisie van het jeugdhuis. 
De kerngroep bestaat uit de permanent verantwoordelijken, voorzitter en ondervoorzitter van het jeugdhuis en vrijwilligers die extra verantwoordelijkheid nemen. Iedere openingsavond van de instuif is er minstens 1 kerngroeplid aanwezig als aanspreekpunt, in te grijpen bij conflicten, bij grote drukte de vrijwilligers bij te staan en om de instuif op een verantwoorde manier af te sluiten. 

## Hypnoiz
Hypnoiz is de concertwerking gelinkt aan het jeugdontmoetingscentrum. Het is ontstaan vanuit een werkgroep concerten uit het jongerenbestuur. In 2008 evolueerde die werkgroep naar zijn eigen geheel, Hypnoiz. 
Vrijwilligers zetten zich in om een alternatief muziekaanbod te brengen in de regio. Maar ook bekendere artiesten zoals The Sore Losers, Selah Sue en School Is Cool zijn ondertussen de revue al gepasseerd.

## A New Breeze
A new Breeze is een kunstproject om aan de hand van korte en lange ateliers jongeren te prikkelen. Sinds 2014 organiseert A New Breeze verschillende workshops gericht op creatieve jongeren.